# Club Atlético All Boys
El Club Atlético All Boys es una institución deportiva argentina, relacionada históricamente con Floresta, ubicada en el barrio contiguo Monte Castro de la ciudad de Buenos Aires. Fue fundado en Floresta el 15 de marzo de 1913 por un grupo de amigos apasionados por el fútbol. El fútbol es su disciplina más destacada, aunque también compite a nivel profesional y nacional, en básquet, balonmano, futsal y Taekwondo, mientras que deportes como el boxeo y patinaje artístico se practican a nivel amateur y además desde el año 2019 cuenta con artes escénicas, dictadas en un taller de actuación teatral. Juega sus partidos como local en el estadio Islas Malvinas. En la actualidad, participa en la segunda categoría del fútbol argentino, la Primera Nacional.

## Historia

### Nacimiento

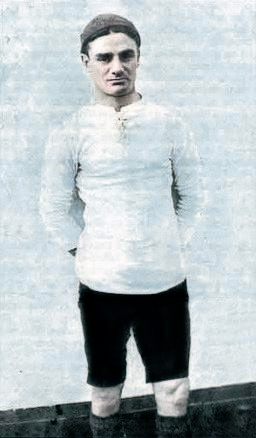
Vicente Cincotta, fundador, primer presidente y futbolista de All Boys.

El 15 de marzo de 1913 un grupo de amigos apasionados por el fútbol crearon la institución. El club había tomado vida el 13 de marzo de 1913; sin embargo, debido a una cuestión supersticiosa y de cábala, se firmó el acta de fundación dos días después
La certificación legal de fundación del Club Atlético All Boys muestra que aquel grupo estaba conformado por Vicente Cincotta y Jerónimo Siffredi, entre otros. Fueron 11 personas que invirtieron su tiempo para poder tener un espacio donde practicar el deporte que los apasionaba y poder medirse frente a otros rivales. Todos Muchachos fue el nombre que eligió aquel grupo, que por mantener la costumbre de aquella época en utilizar nombres ingleses derivó al nombre actual All Boys.
El primer campo de juego donde la institución se estableció para competir estuvo en la manzana constituida por las avenidas Gaona y Segurola y las calles Morón y Sanabria. Ya con el estadio elegido y habiendo reunido las condiciones necesarias, los fundadores decidieron los colores que harían referencia al club. El color blanco fue escogido como representación a la pureza y se agregó el color negro al cuello y los bordes de las mangas de la camiseta principal.

### Amateurismo (1913-1934)
Los desafíos iniciales tuvieron lugar en la Asociación Amateurs de Football, con un destacado desempeño en el torneo de 1924 donde finalizó en la cuarta posición detrás de Boca Juniors, Temperley y Dock Sud. En aquella época creció notablemente el ámbito deportivo, pero se presentaron dificultades institucionales porque el equipo de Floresta tuvo que abandonar su primer estadio porque se subastaron los terrenos que ocupaba; por lo tanto, debió mudarse y establecerse en avenida Segurola y Magariños Cervantes, donde se estableció hasta 1937.

### Profesionalismo (1935 - presente)
En la época profesional del fútbol argentino la institución contaba con un nuevo estadio localizado en la manzana formada por las calles, Segurola, Elpidio González, Sanabria y Miranda, adonde «el blanquinegro» ejerció su localía hasta fines de la década de los 50. El 10 de diciembre de 1959, se aprobó la Ley 14.934, la cual sostenía que se le concedió el espacio localizado sobre la avenida Álvarez Jonte, entre las calles Chivilcoy y Mercedes.
En 1945 All Boys descendió, pero un año más tarde logró ascender y pudo recuperar su lugar en la segunda división. En 1949 recibe otro duro golpe, debido a una absurda reglamentación que obligó al el albo a bajar a la Tercera División, su tiempo en esa división también duró una sola temporada ya que logró nuevamente el ascenso en 1950. Años después volvió a vivir una situación parecida en 1962 donde el año siguiente volvió a ascender. En 1963 fue la inauguración del actual estadio, donde hasta hoy en día continua ejerciendo sus partidos de manera local.
En el año 1972 finalizó en la primera posición de la Segunda División luego de una racha sensacional de 11 victorias consecutivas y subió por primera vez a la máxima categoría. Ocho años le duró la permanencia en la Primera División, con varios altibajos. El penúltimo puesto obtenido en el campeonato Metropolitano de 1980 depositó a la institución en la Segunda División donde compitió con poca notoriedad 13 años consecutivos. Cuando ascendió en la temporada 1992-93 logró su pasaje para competir el Primera B Nacional. Se adaptó fácilmente a la nueva categoría y las primeras temporadas que disputó fueron aceptables hasta que alcanzó su máximo desempeño en 1999, donde casi logra ascender de nuevo a la Primera División.
Aquella frustración generó arduos problemas económicos y administrativos que condenaron a la institución a una situación peligrosa. Perdió su lugar en la categoría en el año 2001, se le dictó la Quiebra y se le puso la faja de cierre al estadio Islas Malvinas. Por fortuna de su gente la difícil condición se revirtió velozmente por la aparición de nuevos dirigentes y administraciones supuestamente prolijas y ya con la hipótesis de institución reordenada los dirigentes priorizaron el plano deportivo. En el 2008, con la formación un gran plantel, ganó de manera notable el Torneo de Primera B Metropolitana y 2 años más tarde, tras una goleada imborrable frente a Rosario Central en el su estadio, All Boys recuperó su cupo en la Primera División de Argentina luego de 30 años de ausentarse en ella.

## Infraestructura

### Estadio Islas Malvinas
El estadio Islas Malvinas es el campo de fútbol donde All Boys hace las veces de local. El mismo está limitado por la avenida Álvarez Jonte y las calles Mercedes, Miranda y Chivilcoy del barrio de Monte Castro dentro de la ciudad autónoma de Buenos Aires.
Las primeras estructuras fueron una tribuna lateral de tablones de madera sobre la calle Chivilcoy, una platea sobre la calle Mercedes y un playón, donde el público local se aglomeraba incomodamente para ver los partidos de pie junto al alambrado, sobre avenida Álvarez Jonte, eran la escenografía en la cual se encontraba el estadio en su partido debut frente a Deportivo Riestra en septiembre de 1963.
Con el paso del tiempo, la platea completó todo el sector lateral del campo de juego y se construyó sobre ella, una importante tribuna de cemento.Además se reemplazó el playón por una tribuna de cemento ubicada a espaldas del arco de la Avenida Álvarez Jonte.Así se mantuvo durante unos cuantos años.Las características del campo de juego rodeadas por las plateas y  Tribunas próximas al rectángulo de juego lograban fortalecer al equipo cuando jugaba de local y fue motivo principal de grandes Logros como los campeonatos de 1972 y de 1993.
En tiempos modernos y gracias a la enorme colaboración de un Grupo de Socios All Boys cerró el estadio en sus cuatro lados. Esa tribuna que tenía capacidad en principio para 4500 personas fue utilizada  Nuevamente durante unos años por el público local. Hoy en día alberga al público visitante.
En el año 2007 se desarmó la tribuna Transversal de madera para construir un enorme sector popular sobre la calle Chivilcoy con capacidad para 8.000 hinchas de pie. La Actual fue inaugurada en febrero de 2008 frente Al Club Comunicaciones.
Para embellecer mucho más el estadio y mejorar la visión de los espectadores en la platea se instaló un alambrado moderno de apenas un metro y medio de altura que le da un estilo único dentro del fútbol argentino, se cambiaron los asientos viejos por unos nuevos y cómodos y se rehabilitó como Platea Alta, la tribuna superior de la calle Mercedes.

### Instalaciones deportivas
- Predio Don Fernando Sánchez[7]
- Casa Héctor Bertoni[8][9][10]
- Museo Vicente Cincotta[11]

## Simbología

### Himno
Fue compuesta en 1955 por el maestro Guillermo Meres que fue el autor de la música y el cantor Carlos Acuña que fue quien escribió la letra. Fue interpretada por El Negro García López, un reconocido músico y guitarrista de rock argentino.

### Escudo
En el transcurso de su historia, All Boys tuvo varios escudos, con distinta relevancia institucional, algunos con más tiempo en camisetas y otros en la identificación de los carnets. Un detalle en común son los colores, nunca se varió del blanco y negro.
El primer escudo fue diseñado por Ernesto Bonanni, uno de los socios fundadores de la institución. Se lució por primera vez en 1914 cuando All Boys disputó el torneo de división intermedia. El escudo se utilizó hasta el año 1919 y solo se volvió a utilizar en el 2013 en la camiseta conmemorativa del centenario.
El segundo comenzó a utilizarse en el año 1922, que terminó siendo el que más años se utilizó en la historia del club. Se utilizó en forma continua hasta 1930 y en 1937 reapareció por una década hasta 1947. Volvió en 1958, y fue escudo en diversos equipos hasta fines de la década de 1960. El 21 de octubre de 1972 se volvió a utilizar con motivo festivo por el ascenso Primera División. Se utilizó por última vez en 1973.
El tercero se utilizó en la camiseta desde 1930 y hasta 1932. El diseño consistía en una letra "A" sobre una letra "B". en un círculo característico de los escudos anteriores.
El cuarto escudo adoptó por primera vez las iniciales ABAC, de All Boys Athletic Club. Apareció en el año 1932 en recibos del club y en el buzo de arquero en distintos encuentros pero por poco tiempo.
En el caso del quinto escudo, su mayor presencia estuvo en los carnets, el mismo contaba con la inscripción en palabras alrededor del escudo en la portada, en la cual se siguió utilizando hasta aproximadamente el año 1943.
El sexto escudo se comenzó a utilizar en 1944 cuando la institución obtuvo la personería jurídica como asociación civil, All Boys modificó la distribución de las siglas en su escudo pasando a ser CAAB, de Club Atlético All Boys, con la traducción al español. Este escudo fue característico en todos los carnets, también con las palabras del nombre rodeando el escudo en la portada hasta fines de la década de 1960. En 1982 reaparece pero por primera vez en la camiseta y se utilizó alternadamente hasta finales de los años 1980. En 1994 volvió a utilizarse en camisetas hasta el año 2000 volviendo a aparecer en la temporada 2002-03. En el año 2016 fue utilizado por última vez en una camiseta suplente.
El séptimo escudo, utilizado por primera vez en el año 1967, presentó las palabras All Boys completa sobre una franja negra en diagonal. Primero comenzó en los carnets y en las instalaciones del club. Más tarde se utilizó en camisetas desde 1987 hasta 1994. En el año 2000 volvió a aparecer y, salvo en 2002-03, continuó siendo el escudo hasta la actualidad.
El octavo escudo apareció en 1979, en el séptimo año consecutivo de All Boys en Primera División. Apareció en un tamaño más grande que el habitual y en el centro de la camiseta, característica optada por varios clubes en esa época. No fue trascendente porque solo se utilizó dos años, hasta 1980 inclusive.

## Indumentaria
Los colores distintivos del Club Atlético All Boys son el blanco y el negro, de donde procede el sobrenombre de «blanquinegro» con el que se conoce a los jugadores y aficionados del club.
En 1913 las parejas y madres de los deportistas de All Boys elaboraron una camiseta blanca con puños y cuello negro para el primer partido de la historia a pesar ser en modalidad amistosa.
| Primero | (Ver evolución) | Actual |

## Datos del club
Para los detalles estadísticos del club véase Estadísticas del Club Atlético All Boys

### Denominaciones
La nombre primitivo fue «All Boys Athletic Club», derivación tradicional de denominar a las instituciones con nombres en idioma inglés, tendencia apoyada por la naturaleza de incorporación y asociación que en el siglo XVIII se había promovido con mayor frecuencia en las islas británicas y, al mismo tiempo, como expresión personal del establecimiento inicial de la institución, integrado solo por muchachos del barrio. A lo largo de su historia, la institución ha visto como su denominación variaba por diversas circunstancias hasta el actual Club Atlético All Boys.
A continuación se listan las distintas denominaciones de las que ha dispuesto el club a lo largo de su historia:
- All Boys Athletic Club: Nombre tras su nacimiento.
- Club Atlético All Boys: Se produce una traducción del nombre tras su nacimiento al español, para abandonar la costumbre de las denominaciones inglesas en los clubes.

### Trayectoria
- Temporadas en Primera División: 19 (1923-1926, 1932-1934, 1973-1980 y 2010/11-2013/14)
- Temporadas en Segunda División: 77
  - Temporadas en Primera B: 55 (1914-1922, 1927-1931, 1935-1945, 1947-1949, 1951-1962, 1964-1972, 1981-1986)
  - Temporadas en Primera B Nacional: 22 (1993/94-2000/01, 2008/09-2009/10, 2014-2017/18 y 2019/20-)
- Temporadas en Tercera División: 19
  - Temporadas en Tercera Amateur: 1 (1913)
  - Temporadas en Primera C: 3 (1946, 1950 y 1963)
  - Temporadas en Primera B Metropolitana: 15 (1986/87-1992/93, 2001/02-2007/08 y 2018/19)
- Mejor puesto en Primera División: 4.º (Copa Campeonato 1924)
- Peor puesto en Primera División Profesional: 20.º (Torneo Final 2014)
- Ubicación en la Tabla Histórica de Primera División: 27.º entre 169 equipos.

## Palmarés
Nota: en negrita competiciones vigentes en la actualidad.
| Competición nacional                | Títulos                       | Subcampeonatos          |
| ----------------------------------- | ----------------------------- | ----------------------- |
| Segunda División de Argentina (1/4) | 1972.                         | 1922, 1930, 1931, 1939. |
| Tercera División de Argentina (4/1) | 1946, 1950, 1992-93, 2007-08. | 1963.                   |

### Torneos de Reserva y de Divisiones Inferiores
| Competición juvenil   | Títulos (31)                                                               |
| --------------------- | -------------------------------------------------------------------------- |
| Torneo de Reserva (3) | Primera División B 1931, Primera B 1952, Primera B Metropolitana 2018/19.  |
| Cuarta División (7)   | 1963 (PC); 1967, 1969 y 1971 (PB); 1999 (PBN-C); 2003 (PBM-A); 2007 (PBM). |
| Quinta División (6)   | 1963 (PC); 1968 y 1986 (PB); 1979 (A); 1995 (PBN); 1999 (PBN-A).           |
| Sexta División (4)    | 1966 y 1981 (PB); 1988 (PBN); 2008 (PBM).                                  |
| Séptima División (5)  | 1999 y 2000 (PBN-A); 2004 y 2005 (PBM-C); 2008 (PBM).                      |
| Octava División (4)   | 1981 (PB); 2002 (PBM); 2004 (PBM-A); 2005 (PBM-C).                         |
| Novena División (2)   | 2000 (PBN-A); 2008 (PBM).                                                  |

### Futsal

#### Masculino

##### Torneos Nacionales
| Competición nacional     | Títulos | Subcampeonatos |
| ------------------------ | ------- | -------------- |
| Primera División B (1/0) | 2011.   |                |
| Primera División D (1/0) | 2021.   |                |

#### Femenino

##### Torneos Nacionales
| Competición nacional     | Títulos | Subcampeonatos |
| ------------------------ | ------- | -------------- |
| Primera División (1/0)   | 2024.   |                |
| Primera División B (1/0) | 2022.   |                |

##### Copas Nacionales
| Competición nacional      | Títulos     | Subcampeonatos |
| ------------------------- | ----------- | -------------- |
| Copa de Oro (2/0)         | 2023, 2025. |                |
| Copa Argentina (2/0)      | 2023, 2024. |                |
| Supercopa de Futsal (1/0) | 2025.       |                |

## Organigrama deportivo

### Jugadores
| Roberto Zárate enfrentando a China en la Copa Mundial de Fútbol Juvenil de 1983   | Carlos Tévez en la Copa Mundial de Fútbol de 2010 | Jonathan Calleri en los Juegos Olímpicos de Río de Janeiro 2016 |
| Roberto Zárate                                                                    | Carlos Tévez                                      | Jonathan Calleri                                                |
| Iniciaron sus carreras como futbolistas en las divisiones inferiores de All Boys. |                                                   |                                                                 |

Las divisiones inferiores de All Boys están categorizadas por distintas edades en el fútbol infantil y separadas en 6 divisiones en el fútbol juvenil; desde la Cuarta a la Novena División. A través de los años estas divisiones juveniles han logrado un total de 31 títulos, entre los cuales se destaca el obtenido por la Quinta División en la Primera División de Argentina de 1979.
Los primeros títulos de All Boys en las divisiones inferiores fueron en 1963, donde los equipos de la Cuarta y Quinta División se consagraron campeones en ese mismo año.
De sus divisiones inferiores han surgido una gran cantidad de futbolistas de renombre nacional e internacional, como Roberto Zárate, Carlos Tévez, Néstor Fabbri, Jonathan Calleri, Mauro Boselli, Gustavo Bartelt, José Santos Romero, los hermanos Fernando y Patricio D'Amico, entre otros.

"All Boys me ha dado muchísimo, me ha formado como jugador y me aportó un granito de arena en lo que soy como futbolista. Lo llevo muy adentro".
Carlos Tévez, declarando que recuerda su lapso en la institución (3 de septiembre de 2015)

A lo largo de los años fueron pocos los antecedentes de jugadores en la Selección Mayor que han sido convocados, ellos fueron: Atilio Patrignani, Aquiles Baglietto y Juan Irurieta en 1932, Francisco Sponda y Salvador D'Alessandro en 1933, Luis Medina en 1965 y 1966, Osvaldo Pérez en 1977 y el último fue Oscar Ahumada para el Superclásico de las Américas de 2012.
- Distinciones individuales:
  - Goleador de Primera División (1) :  Juan Irurieta en 1932
  - Goleador de Segunda División (1) :  Germán Lesman en 2016
  - Premio Ubaldo Matildo Fillol (1) :  Nicolás Cambiasso en 2012[43]

### Plantel 2025
- Actualizado el 22 de junio de 2025

- Los equipos argentinos están limitados a tener un cupo máximo de seis jugadores extranjeros, aunque solo cinco podrán firmar la planilla del partido

#### Altas
| Invierno            |                |                       |                      |
| Roberto Ramírez     | Guardameta     | Godoy Cruz de Mendoza | Préstamo             |
| Iván Zafarana       | Defensa        | San Martín de Tucumán | Préstamo             |
| Axel Abet           | Centrocampista | Tristán Suárez        | Libre                |
| Gustavo Turraca     | Centrocampista | San Miguel            | Libre                |
| Matías Nouet        | Delantero      | Deportivo Madryn      | Libre                |
| Verano              |                |                       |                      |
| Lukas Ramil Sauer   | Guardameta     | Vélez Sarsfield       | Libre                |
| Facundo Butti       | Defensa        | Godoy Cruz de Mendoza | Regresa del préstamo |
| Yago De Vito        | Defensa        | Vélez Sarsfield       | Libre                |
| Julián Veinticinco  | Defensa        | El Linqueño           | Libre                |
| Julián Ceballos     | Centrocampista | Boca Juniors          | Préstamo             |
| Leandro Desábato    | Centrocampista | Agente libre          | Libre                |
| Octavio Bianchi     | Delantero      | O'Higgins             | Regresa del préstamo |
| Claudio Campostrini | Delantero      | Lamadrid              | Préstamo             |
| Ignacio Palacio     | Delantero      | Midland               | Regresa del préstamo |
| Ricardo Ramírez     | Delantero      | Agente libre          | Libre                |

#### Bajas
| Invierno                |                |                           |                       |
| Lisandro Mitre          | Guardameta     | Vinotinto FC              | Traspaso              |
| Jonathan Ferrari        | Defensa        | Unión San Felipe          | Rescisión de contrato |
| Ignacio Forlino         | Defensa        | Agente libre              | Rescisión de contrato |
| Ignacio Figueroa        | Centrocampista | Academia Puerto Cabello   | Rescisión de contrato |
| Braian Miranda          | Centrocampista | Atlético Rafaela          | Rescisión de contrato |
| Verano                  |                |                           |                       |
| Alessandro López        | Guardameta     | Juventud Unida            | Fin de contrato       |
| Gabriel Pusula          | Defensa        | San Telmo                 | Fin de contrato       |
| Jonathan Acuña          | Centrocampista | Agente libre              | Rescisión de contrato |
| Santiago Gallucci Otero | Centrocampista | Patronato de Paraná       | Fin de contrato       |
| Brahian Guayquinao      | Centrocampista | Brown de Adrogué          | Fin de contrato       |
| Mirko Ladrón de Guevara | Centrocampista | Salto FC                  | Rescisión de contrato |
| Matías Muñoz            | Centrocampista | Gimnasia y Esgrima (M)    | Rescisión de contrato |
| Santiago Patroni        | Centrocampista | Defensores Unidos         | Rescisión de contrato |
| Santiago Rodríguez      | Centrocampista | Brown de Adrogué          | Rescisión de contrato |
| Lucca Sesano            | Centrocampista | Centro Español            | Rescisión de contrato |
| Miqueas González        | Delantero      | Agente libre              | Rescisión de contrato |
| Agustín Morales         | Delantero      | Estudiantes de Río Cuarto | Rescisión de contrato |
| Franco Toloza           | Delantero      | San Martín de San Juan    | Fin de contrato       |

#### Cesiones
| Jugador          | Posición       | Destino                | Fin del préstamo |
| ---------------- | -------------- | ---------------------- | ---------------- |
| Lorenzo Luna     | Defensa        | Lamadrid               | 31-12-2025       |
| Alejo Tabares    | Defensa        | Newell's Old Boys      | 31-12-2025       |
| Marco Iacobellis | Centrocampista | San Martín de San Juan | 31-12-2025       |
| Alexis Melo      | Centrocampista | Vinotinto FC           | 30-06-2026       |
| Octavio Bianchi  | Delantero      | Orense                 | 31-12-2025       |
| Diego Guallama   | Delantero      | Liniers                | 31-12-2025       |
| Ariel Torres     | Delantero      | Sportivo Italiano      | 31-12-2025       |

### Cuerpo técnico

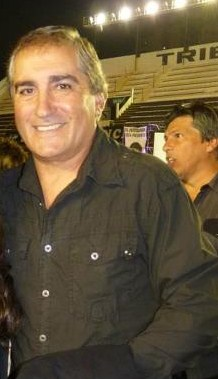
José Santos Romero, entrenador que más tiempo mantuvo el cargo ininterrumpidamente.

El Club Atlético All Boys ha tenido varios entrenadores a lo largo de su historia. Las nacionalidades principales de los entrenadores no argentinos han sido la húngara, brasileña y uruguaya. El entrenador que más tiempo mantuvo el cargo ininterrumpidamente fue José Santos Romero, ya que estuvo seis años consecutivos a cargo de los diversos planteles del club.
Es necesario destacar la remodelación en el organigrama deportivo del club llevada a fines del año 2021. En ella, se vio afectada la parcela total del personal técnico de la primera plantilla, donde Marcelo Pascutti que había llegado adjunto con su cuerpo técnico conformado por Juan Huerta como ayudante de campo y Ezequiel Luzzi e Ignacio Cardoso como preparadores físicos de la primera plantilla, fue reemplazado por Aníbal Biggeri. Para su nuevo proceso llegó junto a su cuerpo técnico conformado por Emerson Panigutti como ayudante técnico, Matías Biggeri como preparador físico y Ezequiel Vitale como su analista de videos.

### Presidencia
El Club Atlético All Boys ha tenido, contando al actual, 31 presidentes a lo largo de su historia. El club fue ideado por Jerónimo Siffredi pero el fundador del club, Vicente Cincotta, fue el primer presidente y socio del club. Para las elecciones el secretario general preparará un padrón de socios con derecho a voto (mayores de 18 años) el que será exhibido en un lugar de acceso público a la Institución con treinta días de anticipación al día de los comicios. El voto será secreto. La lista de aspirantes deberá ser autorizada por la junta directiva.
El presidente que más tiempo mantuvo el cargo ininterrumpidamente fue Roberto Bugallo debido a que llegó a estar casi catorce años consecutivos al frente del club de Floresta, durante su gestión se llevaron a cabo varias obras institucionales y mejoras en varios deportes.
A raíz de la grave crisis económica que generó durante los últimos años de mandato de Roberto Bugallo los socios lograron llegar a una Asamblea Extraordinaria para destituirlo y que el club empiece a ser dirigido en forma provisoria por una comisión de siete socios, cuyo mandato final será convocar a elecciones anticipadas para el período 2014-2017.
La única lista que se presentó en tiempo y forma fue la «Agrupación Soy Floresta» encabezada por Daniel Barraza como presidente, Patricio Trovato y Fabián Aguirre como vicepresidentes; por lo tanto, al no manifestarse ninguna otra en la institución no realizó elecciones. En consecuencia el club iba a quedar bajo la presidencia de Barraza por el periodo de 2014 hasta 2017 pero Barraza duró solo 56 días en el cargo debido a que renunció por problemas personales.
El 4 de agosto de 2019 se realizaron elecciones de autoridades para el etapa 2019-22 luego de 21 años sin comicios en la institución. Se presentó la opción de elegir entre Claudio Salama por «Sentimiento Blanco y Negro» y Rubén Tucci por «Floresta Unida». El ganador fue el representante de la junta llamada Sentimiento Blanco y Negro al conseguir el 59,78% de los votos del padrón.

## Secciones deportivas

### Autónomas
Dentro de las tribunas del estadio Islas Malvinas y en el Predio Don Fernando Sánchez se realizan múltiples actividades deportivas y culturales, entre ellas se destacan las siguientes.
- Futsal[56]
- Voleibol[57]
- Patinaje artístico[58]
- Balonmano[59]
- Ajedrez[60]

#### Básquet

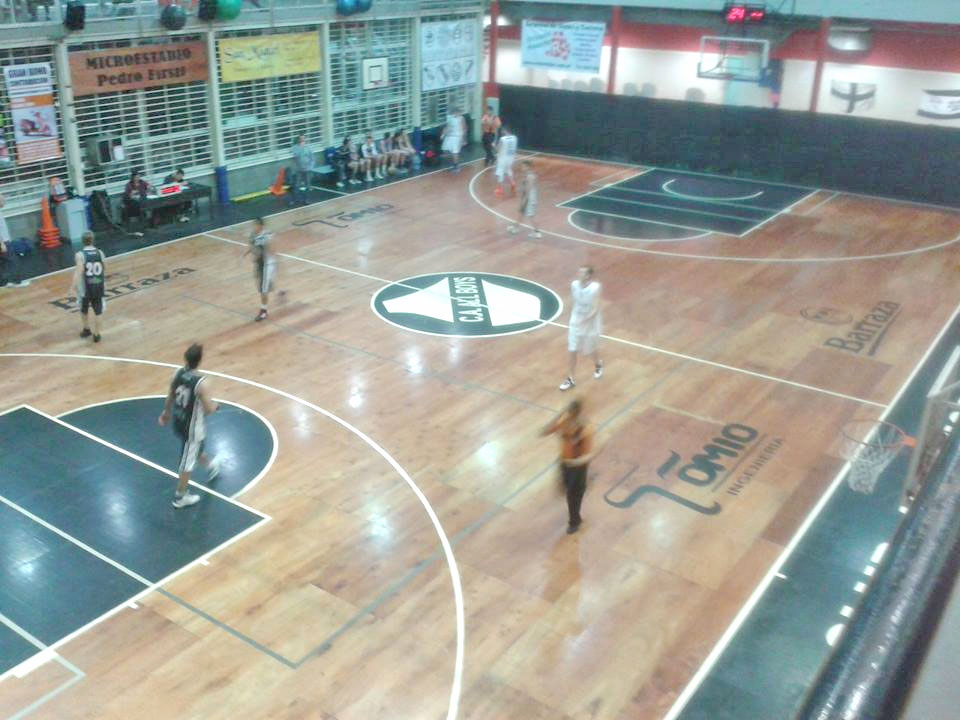
Microestadio Pedro Firszt

En 1980 Jorge Tomio, trabajó para que la institución de Floresta tenga básquet de forma competitiva de nuevo. En 1981 hallándose el gimnasio de la institución en condiciones de ser utilizado, la comisión directiva designó al señor José Luis Corradini, nuevo presidente de la Subcomisión de Básquet, con la misión de reimplantar la práctica de este deporte, abandonada desde el año 1972. De esta forma se conformaron equipos para jugar en la última categoría del básquet metropolitano. En 1983 el sacrificio valió la pena porque el equipo realizó un considerable torneo en la división D.
En el año 2016 participó por primera vez en el torneo Pre-Federal. Luego de dos años de esta hazaña, clasificó al Final Four quedando primero en su zona y se coronó como campeón de la Copa Metropolitana ganando la final contra Ateneo Popular Versalles.
En el año 2021 participó por primera vez en el Torneo Federal de Básquetbol.
Esta actividad ha crecido en los últimos años y actualmente participa en el Torneo Federal de Básquetbol y en la Liga Metropolitana. Se realiza en su microestadio correspondiente a la sede social y posee las medidas reglamentarias por la Federación.

#### Combate
En los años 50 y en los años próximos, la práctica de boxeo se situó entre las actividades más importantes del club. Osvaldo del Águila, a quien muchos conocieron como El Ñato, fue representante en Boxeo; empezó a los 16 años y representó a la institución en 1955. Compitió en 109 ocasiones de las cuales triunfó en 85 ocasiones, en su mayoría por Nocaut. Fue sparring del monito José María Gatica, a quien acompañó a Chile. En 1960 abandonó la carrera profesional.
El 1 de mayo de 2006 con mucho esfuerzo y dedicación la «Agrupación Identidad Blanquinegra» inauguró el gimnasio «Julio Barraza», debajo de la platea alta. En marzo de 2015 se inaugurará el nuevo gimnasio destinado a este deporte debajo de la Tribuna Chivilcoy, en esta nueva ubicación los alumnos tendrán un espacio más grande para desarrollar boxeo, kick boxing, taekwondo y demás artes marciales. El team All Boys Competition pertenece a la Federación Argentina de Kick boxing y a la Asociación Mundial de Organizaciones de Kickboxing.
Actualmente el Boxeo en la institución es representado por Molo González; ganador del título Argentino de Kick Boxing del Consejo Mundial. También se destacan Juan José Lagartija Días, boxeador ubicado en las primeras posiciones de lo más alto de la tabla del ranking argentino, que ganó el título sudamericano interino de peso wélter y Facundo Suárez campeón en World Kickboxing Federation.
Con la apertura del Nuevo Gimnasio «Julio Barraza» ubicado debajo de la tribuna de la calle Chivilcoy se incorpora la disciplina Taekwondo, la cual será dictada por la campeona nacional María Soledad D´eva.

#### Fútbol Femenino
El departamento de Fútbol Femenino del club funciona desde hace varias décadas, con participaciones en el Campeonato de Fútbol Femenino de Primera División A (Argentina) como en Campeonato de Fútbol Femenino de Primera División B
Su primera participación fue en el Campeonato de Fútbol Femenino 1997 (Argentina) donde finalizó en un meritorio 5.º lugar de su zona. En este torneo, se agregaron 17 equipos a la única categoría de fútbol femenino, que hasta el año anterior solo contaba con 9 equipos. Participó una vez más en 1998 y luego, como sucedió con la mayoría de los nuevos equipos participantes, se retiró de la disciplina oficial. 
Volvería a competir en la Campeonato de Fútbol Femenino de Primera División B 2018-19 (Argentina) donde obtendría un 8.º lugar final. Para el siguiente año Campeonato de Fútbol Femenino de Primera División B 2019-20 (Argentina) mejoraría al 6.º lugar -entre 22 equipos-. El torneo post-pandemia Campeonato de Fútbol Femenino de Primera División B 2021 (Argentina) lo ubicaría en el 8.º lugar de su zona -eran 2 zonas con 11 equipos cada una-. El Campeonato de Fútbol Femenino de Primera División B 2022 (Argentina) lo tendría peleando en serio hasta el final sin poder doblegar al campeón Club Atlético Belgrano y quedando eliminado en semifinales del Torneo Reducido por Club Atlético Argentino de Rosario, equipo que finalmente perdería la final por el ascenso con Club Atlético Banfield.

#### Futsal Femenino
El Futsal Femenino debutó por primera vez en el torneo oficial de la Asociación del Fútbol Argentino en el año 2017.
En el año 2021 tuvo que lidiar con un descenso a la Primera B, pero la coordinación de la disciplina, junto con el cuerpo técnico dirigido por Bárbara Abot, llegó a la conclusión de que la mejor forma de volver a la máxima categoría era seguir adelante con su desarrollo y el proyecto que habían iniciado. En 2022, All Boys no solo ascendió a la Primera A, sino que también se coronó campeón de la división al vencer a Boca Juniors en la final de la eliminatoria con un resultado global de 8 a 4, en La Boca, además de mantener un invicto de 38 partidos consecutivos.
Por esta razón, Bárbara Abot y su cuerpo técnico siguieron al frente del Futsal Femenino de All Boys en su regreso a la máxima categoría en 2023. Desde su regreso a la máxima categoría la disciplina del club logró la obtención de la Copa Argentina dos años consecutivos, una Copa de Oro, un Campeonato de Primera División y una Supercopa de Futsal, títulos oficiales de la Asociación del Fútbol Argentino.

### Gerenciadas
La sede social, que se encuentra administrada por Megatlon, cuenta con múltiples actividades deportivas, entre ellas se destacan las siguientes.
- Gimnasia artística
- Karate
- Natación
- Buceo
- Yoga
- Pilates
- Spinning

## Área social y dimensión sociocultural

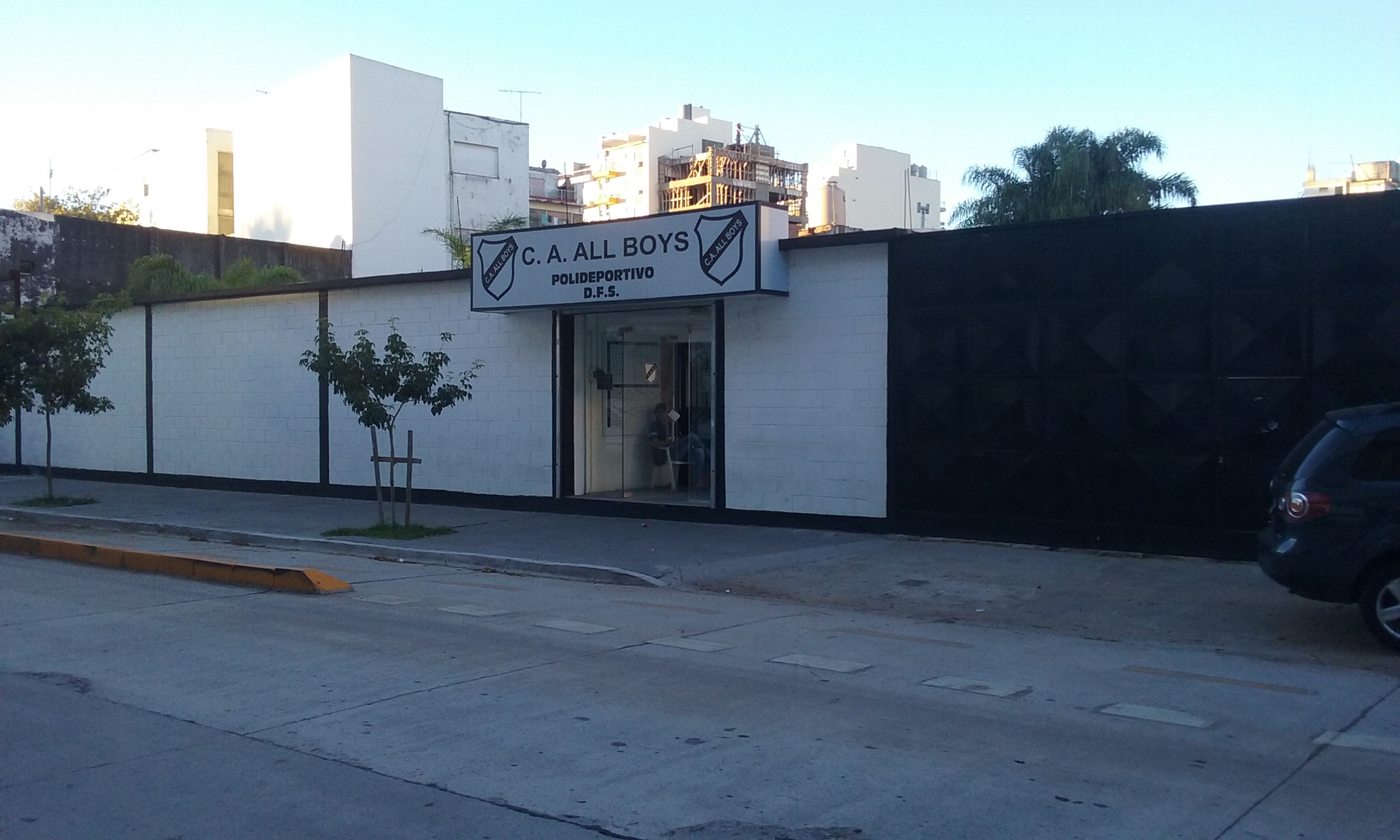
Predio Don Fernando Sánchez en construcción.

Más allá de lo deportivo, la institución pretende una inclusión en la comunidad y una relación directa con Floresta. Desde sus inicios, aquellos jóvenes fundadores marcaron en el acta principal cuales serían los lineamientos a seguir a lo largo de la historia. Honestidad, pureza, compromiso, y responsabilidad, fueron algunos de los puntos que se tuvieron en cuenta a la hora de organizar el club. Con el paso del tiempo ese compromiso se profundizó. Colectas, ayuda a diferentes instituciones y una actividad incesante de las diferentes filiales comprometidas con la comunidad.
Se realizan visitas guiadas por todo el estadio Islas Malvinas para los alumnos de diversos colegios del barrio y para los hinchas, socios y simpatizantes. Las mismas consisten de un repaso por toda la historia del club, un recorrido por las instalaciones del estadio y del Predio Don Fernando Sánchez. La finalidad de las mismas es vivir una jornada estupenda donde se le pueda inculcar la historia de All Boys a cada persona que se acerque. Con la tradicional celebración de la llegada de Papá Noel al estadio Islas Malvinas, los niños del barrio y alrededores disfrutan de su ilusión y reciben juguetes de forma gratuita. El club entregó una suma de dinero al Hospital Garrahan y apadrinó una de sus habitaciones en forma de donación y de esta manera el albo fue solidario con dicho hospital.
Los socios e hinchas junto a los habitantes del barrio de Floresta no se olvidan de la Masacre de Floresta, un hecho que marcó al barrio. Diversas marchas y homenajes se realizan con el fin de exigir justicia, tranquilidad y seguridad. Una simple observación recoge a miles de hinchas del Albo en las marchas y visualiza a quienes asisten con la misma pasión y fervor a los evento deportivos.
Tanta cobertura mediática demuestra el crecimiento de hinchas que experimentó el club en estos últimos años y es por eso que también se comenzaron a formar diferentes peñas y filiales para agrupar a los hinchas del Albo que estén desparramados por el mundo.
El crecimiento también se vio reflejado en las obras, gracias a los fondos que juntaron diversos grupos de hinchas se construyó la tribuna Miranda y el Predio Don Fernando Sánchez con el objetivo de afianzarse en el plano institucional y social.

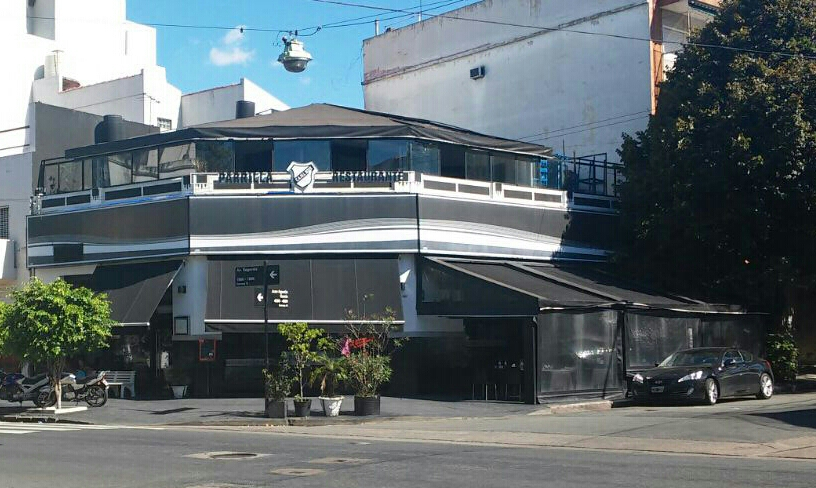
Restaurante temático en el barrio de Floresta.

El 19 de agosto de 2010, coincidiendo con la primera temporada de su vuelva a Primera División, un equipo de producción periodística joven, pero con muchos años de experiencia en medios, comenzaron a emitir el programa de televisión Somos Floresta de manera gratuita en TDT y Televisión por cable para toda Argentina.
El club también posee un punto de acceso a la justicia donde se le ofrece a la sociedad una asistencia gratuita en la que se agrega sugerencias jurídicas, la derivación institucional y el arbitraje social con el fin de aproximar la justicia a las personas, exclusivamente a aquellas zonas más débiles de la ciudad que no conocen los medios y las formas institucionales para reivindicar sus derechos o que, por diferentes causas, se encuentran obstaculizados para lograrlo.
El día del hincha del club se celebra el 16 de agosto y conmemora que ese día del año 2004 se inauguró la Tribuna Miranda, una construcción realizada gracias al esfuerzo de la agrupación creada con ese propósito. El Grupo Tribuna Miranda por medio de eventos, sorteos, venta de pegatinas y otros métodos buscó la contribución de socios e hinchas para continuar la construcción.
Según el presidente de la Comuna 10, es la institución más prestigiosa de la comuna.

### Masa social

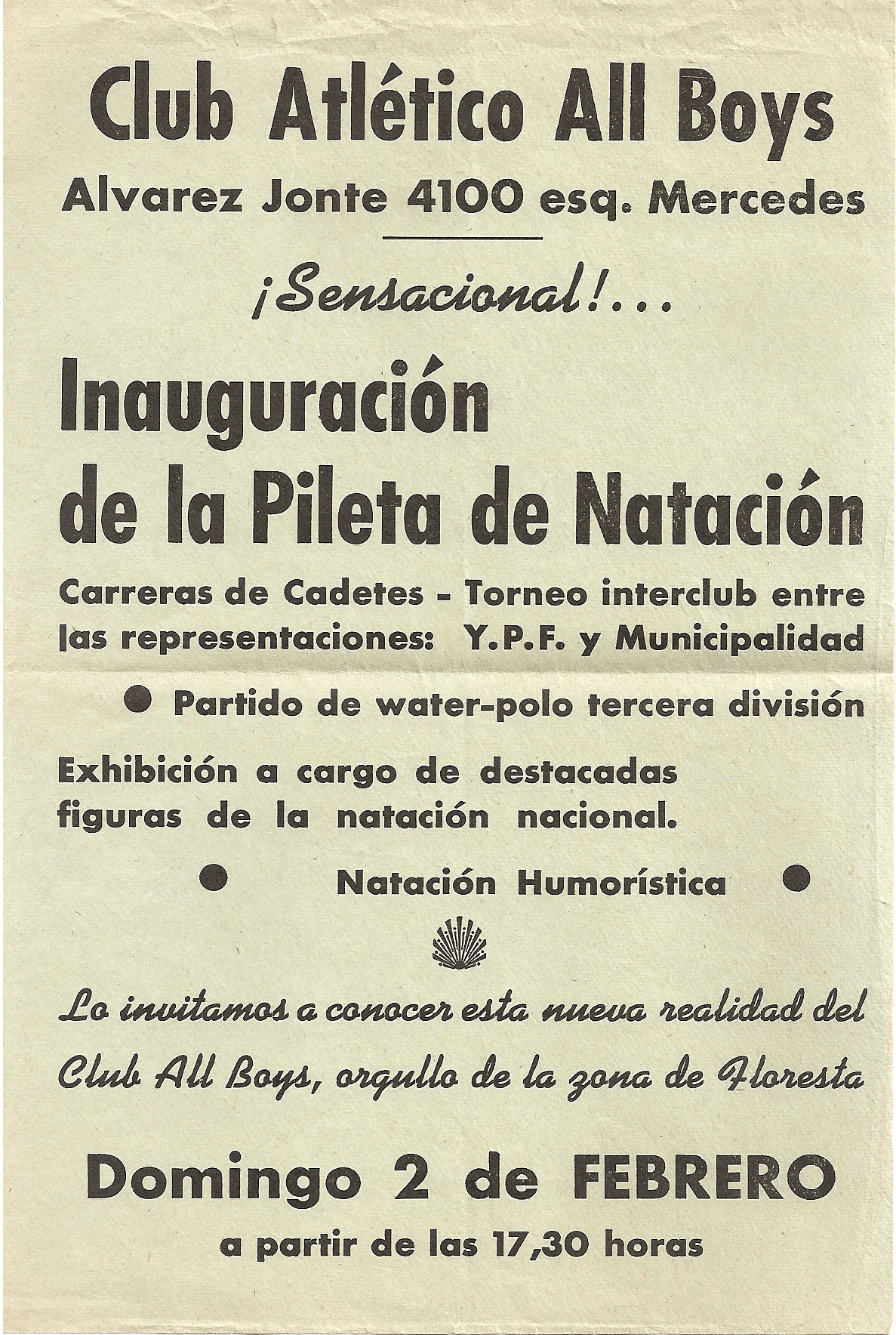
Volante propagandístico de la pileta distribuido en 1963.

A lo largo de su historia All Boys pasó por varios sitios de Floresta y por barrios próximos. La primera sede localizó en la quinta La Fanny situada en 1913 cerca de la estación Floresta. Otro lugar fue la sede ubicada sobre la avenida Nazca, en Flores. Fue, para muchos hinchas, una forma de representar el crecimiento territorial del «blanquinegro».
El último cambio de sede de All Boys surgió cuando, el 10 de noviembre de 1959, se aprobó la ley 14.934, con la que se le concedió con carácter de donación la fracción del terreno de propiedad de Estado Nacional comprendida entre las calles Chivilcoy, Mercedes, Álvarez Jonte y Miranda.
Casi finalizado el año 2014 la comisión directiva gestionó un beneficio que tuvieron los socios de All Boys para poder utilizar las instalaciones del campo deportivo 19 de Mayo que pertenece a la Asociación de Empleados Fiscales e Ingresos Públicos ubicado en Ciudad Evita, en el cual hace varios años entrena el Plantel Profesional y las divisiones inferiores del club.
El 14 de diciembre de 2015 se firmó un convenio con Megatlon mediante el cual los socios de All Boys obtendrán un descuento de la mitad de precio para acceder al club.
En el año 2016 un grupo de asociados de la institución organizó un torneo social de fútbol 5 con el fin de recaudar fondos para el club.

### Filiales y homónimos
Son varias las peñas y filiales que hay en los alrededores del conurbano bonaerense y en las distintas regiones del país con sus correspondientes formaciones y reglamentos para sus funcionamientos. En la zona sur del conurbano desde 2012 se encuentra la Filial Sur  "La banda de las calles de tierra". En el Oeste se encuentra la «filial José Santos Romero» fundada el 14 de octubre de 1972. Desde el año 2010 hay una filial en Mar del Plata. Hacia el lado del Partido de Luján, se encuentre la «filial Mercedes», reconocida desde 1993. En la región norte existe la filial «Los Albos del Norte», asimismo la «Peña del centenario» está localizada en el Partido de Tigre y a partir del 2013 opera la «Filial centenario» en San Luis.
La institución posee clubes homónimos que de alguna forma se vinculan con el barrio de Floresta. En la Provincia de Tucumán se encuentra los albiazules y en La Pampa, más precisamente en Santa Rosa, los albirrojos del norte, ambos se relacionan desde la denominación con All Boys. Efectivamente, el más inmediato es All Boys de Córdoba. Con el Blanco y negro como insignia. Hace unos años se creó en Comodoro Rivadavia el Club Social y Deportivo All Boys, con sus emblemas inspirados en el equipo de porteño de Floresta.
En Mar de Ajó se encuentra All Boys Nueva Atlantis que nació de la fusión entre Club Atlético All Boys y el Club Social y Deportivo Nueva Atlantis el cual participa de la Liga de Fútbol del Partido de la Costa. Su camiseta es blanca y negra, característica de los colores de la institución de Floresta y la de arquero es roja y blanca, en honor a Nueva Atlantis.

### Eventos y articulación barrial
La Subcomisión de Eventos y Articulación Barrial tiene como objetivo crear un ámbito de participación para los socios donde se promuevan actividades abiertas de cara a la comunidad. Consideran rol del club como núcleo deportivo, social y cultural del barrio y sus alrededores. Otro objetivo de la Subcomisión es acercar al vecino con actividades sociales donde se cultive el sentido de pertenencia a la institución con el fin de aumentar la masa societaria. Además articular actividades con las distintas subcomisiones y secretarias del club para colaborar en la organización, logística, difusión o de la manera que sea necesaria.

### Cultura
En 1964 un grupo de jóvenes desarrollaron una importante acción cultural, destacándose con caracteres netos por su importancia futura, el festival «Pro creación Biblioteca». Los volúmenes ingresados como donación formaban una buena colección con interesantes con interesantes temas que serían incrementados con nuevos aportes y adquisiciones. Se realizó un concurso de manchas y dibujo del que participaron gran cantidad de niños, dando la nota de color los pequeños asilados del Preventorio Roca. Trabajaron intensamente en el sector «Juegos Infantiles» a cuyo efecto la municipalidad de la ciudad de Buenos Aires otorgó un interesante aporte.
La subcomisión de cultura vuelve a tomar forma en el año 2014 como un servicio al vecino con el fin de hacer del Club Atlético All Boys un espacio abierto a los habitantes del barrio. Se crearon espacios para darle lugar al centro cultural que deseaba tener la institución mediante la proyección de películas.
Se realizan los «Encuentros con la historia», esta actividad consiste en una sucesión de reuniones y debates junto a todos los socios, hinchas, vecinos del barrio y especialmente la Subcomisión de Vitalicios, donde se hace referencia a la historia de la institución, de este modo se fomenta el crecimiento y la investigación de los aspectos sociales, históricos y culturales de All Boys y Floresta. También se recupera, documenta y difunde la historia social y deportiva de la institución, uniendo todas las generaciones posibles como soporte esencial para la reconstrucción de la identidad y el sentido de pertenencia blanquinegro, con el objetivo de registrar los encuentros para sumar fuentes que generen material para el proyecto de la Subcomisión de Cultura en la creación del Museo histórico del Club.

### Educación
- CENS N.º 73/88 D.E. 18: La obra de la escuela fue inaugurada en diciembre del año 2004 por Aníbal Ibarra y Roxana Peraza.[109] Desde el 2005 bajo la tribuna Miranda funciona el colegio con 6 aulas y capacidad para 90 alumnos destinado a personas de más de 18 años que quieran finalizar los estudios secundarios. El ciclo es de 3 años y consiste en tres clases diarias de 45 minutos cada una. Funciona en los turnos mañana, tarde y vespertino. Las especialidades tienen salida laboral. Está ubicado al lado de la Casa Héctor Bertoni.[110]

- Escuela de Técnicos: Se desarrolla al lado del bufé sobre la calle'Mercedes. La escuela se llama Victorio Nicolás Cocco en homenaje al exfutbolista y director técnico. Luego de aprobar el primer año los estudiantes obtienen el diploma de Instructor de Fútbol Infantil, entretanto que al finalizar la carrera en el segundo año los certifican como Director Técnico Nacional. El diploma que ofrece la escuela es legal y está aprobado por la AFA - ATFA - FIFA.[111]

## Clásicos rivales

### Superclásico del Ascenso

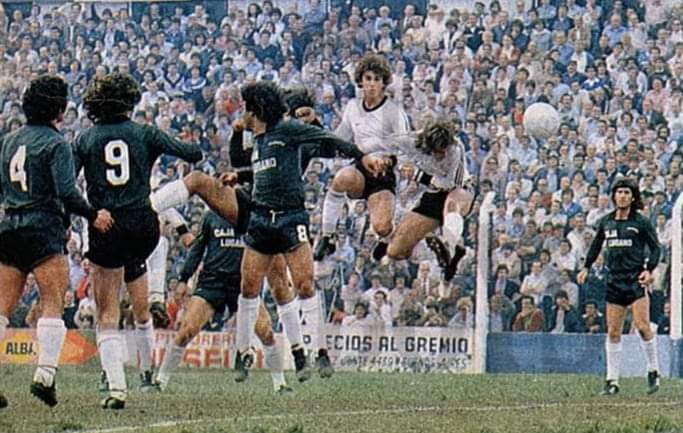
Imagen del clásico de 1981, ambos equipos volvían a verse tras 9 años, en Floresta y a cancha llena.

El clásico rival histórico de All Boys es Nueva Chicago debido a que coincidieron prácticamente desde el inicio futbolístico en las mismas categorías y rivalizando poco tiempo después. All Boys disputa con Chicago uno de los clásicos más añejos del fútbol argentino. La distancia entre las dos instituciones siempre fue de aproximadamente siete kilómetros, poniendo en juego el honor barrial en cada cotejo.
Este derbi centenario se disputó por primera vez hace 106 años siendo uno de los más antiguos y tradicionales del ascenso argentino. El historial registra 121 ediciones oficiales y además cuenta con muchos compromisos definitorios de instancia de eliminaciones directas y partidos clasificatorios. Además, All Boys y Chicago son las dos instituciones con más temporadas en Segunda División (74 y 75, respectivamente) y han disputado 111 partidos exclusivamente en el ascenso, es por eso que se lo denomina como el Superclásico del Ascenso.
El origen formal del clásico fue hace 99 años tras un partido de Primera División que fue suspendido. Dos años después, en 1928, se realizó un encuentro “amistoso” en el estadio de Estudiantil Porteño que terminó con los espectadores de ambos equipos en una batalla campal con enfrentamientos de golpes de puño y arrojándose botellas, piedras y todo objeto contundente al alcance. Los hechos de violencia fueron siempre una característica durante toda la historia del clásico.
En lo que respecta a la cuestión geográfica, las avenidas Directorio y Alberdi atraviesan tanto Floresta como Mataderos, con el parque Avellaneda como división entre los barrios de ambos clubes, que antiguamente solían estar conectados por el tranvía 40 (Nueva Chicago - Rivadavia y Olivera). Las diferencias sociales entre ambos barrios también aportaron al nacimiento de esta rivalidad deportiva.

### Clásico All Boys-Atlanta

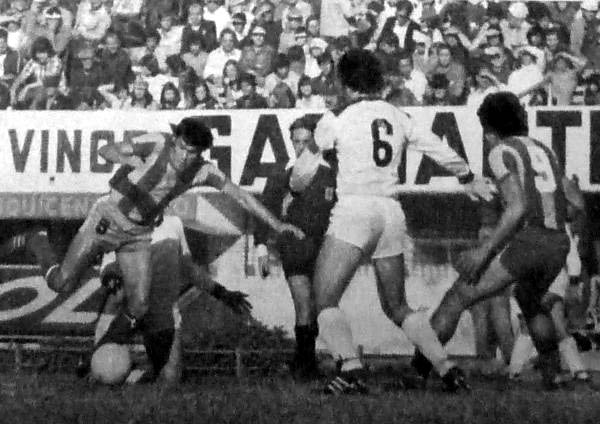
Albos y Bohemios disputan uno de los clásicos porteños con mayor rivalidad. Imagen del cotejo del 7 de julio de 1985 en Villa Crespo con triunfo de Atlanta 3 a 2, por el campeonato de Primera B.

El clásico All Boys-Atlanta es uno de los encuentros con mayor rivalidad entre dos equipos del ámbito 
porteño. Este duelo
entre Floresta y Villa Crespo hace que la cercanía de siete kilómetros entre las instituciones genere más enemistad. Disputaron su primer partido oficial hace 111 años, en el viejo recinto de Atlanta (ubicado en parque Chacabuco), el 3 de mayo de 1914 por los octavos de final de la Copa de Competencia La Nación 1914 con victoria de All Boys por 2-1. Durante el desarrollo de la historia, este choque barrial se repitió en tres categorías: Primera División, en la máxima categoría de ascenso (en su viejo formato “Primera B” como en el formato “Primera B Nacional”) y en Primera B Metropolitana. Si bien ya existía una enemistad, la rivalidad más fuerte se desataría progresivamente después de la década de 1980 cuando Atlanta descendió de Primera División.
Este cotejo se convirtió en uno de los clásicos más violentos del fútbol metropolitano, y el odio entre sus aficionados fue precedido de numerosos incidentes, que con la llegada de la democracia en la República Argentina en 1983 comenzaron a ser un hábito.

"(...) Pero créalo, eso pasó en Villa Crespo, en un partido que empezó "más caliente" en las tribunas, con gritos hostiles y agresiones entre ambas hinchadas, que en el terreno de juego. Pero por suerte de a poco ese frío del principio se fue transformando en tibio, hasta que en la parte final fue una caldera de buen fútbol, de lucha, de ganas, de todos los ingredientes necesarios para que el partido gustara".
 El Gráfico: Atlanta 0 - All Boys 0 (jugado el 17 de septiembre 1983).

### Clásico All Boys-Argentinos Juniors
El enfrentamiento entre All Boys y Argentinos Juniors, también conocido por ser un «clásico de barrio», surgió por la escasa distancia de los barrios que representan ambas instituciones. El primer partido entre ambas instituciones se disputó en 1914 con triunfo de All Boys por 4 a 1. El primer encuentro en el profesionalismo se disputó en 1938 en el estadio de Atlanta donde Argentinos Juniors hizo de local, este partido finalizó con un empate y sin goles. Ambos equipos jugaron de forma ininterrumpida durante 18 años, desde 1938 hasta 1955.
All Boys pasó la mayoría de su historia en el ascenso mientras que Argentinos Juniors ha pasado gran parte de su historia en la máxima categoría. Este clásico barrial lleva 83 ediciones oficiales de los cuales All Boys ha conseguido 14 triunfos, Argentinos Juniors 45 triunfos y empataron 24 veces.

### Otras rivalidades
Otras rivalidades del Albo son: Vélez (enfrentamiento al cual parte de la prensa denomina como un clásico de barrio), Chacarita, Platense, Deportivo Morón y Quilmes .